# 배드 보이즈 (1983년 영화)
《배드 보이즈》(영어: Bad Boys)는 미국에서 제작된 릭 로즌솔 감독의 1983년 성장 범죄 스릴러 드라마 영화이다. 숀 펜 등이 출연하였고, 로버트 H. 솔로 등이 제작에 참여하였다.

## 출연진
- 숀 펜
- 이사이 모랄레스
- 앨리 시디
- 레니 샌토니
- 짐 무디
- 클랜시 브라운
- 존 젠다
- 앨런 럭
- 릭 로즌솔

## 기타 제작진
- 협력 제작: 마틴 혼스틴
- 배역: 제인 올더먼, 메리 게일 아츠, 하워드 퓨어, 제러미 리처
- 미술: J. 마이클 리바